# PrimOS
PrimOS' é um sistema operativo (sistema operacional no Brasil) desenvolvido pela Prime Computer para uso em seus próprios computadores. Ganhou certa popularidade nos anos 1980.
Prime Computer também era conhecido como "Pr1me", "PrimOS" e "Pr1mos".
Em 1990 a Prime retirou-se do mercado, e hoje em dia é raro encontrar-se um computador desta marca.